# یژی کولی
یژی کولی (انگلیسی: Jerzy Kulej; ۱۹ اکتبر ۱۹۴۰ – ۱۳ ژوئیهٔ ۲۰۱۲) بوکسور اهل لهستان بود.